# Pierrefeu-du-Var
Pierrefeu-du-Var è un comune francese di 5 464 abitanti situato nel dipartimento del Var della regione della Provenza-Alpi-Costa Azzurra.

## Società

### Evoluzione demografica
Abitanti censiti